# Gustavo Manduca
Gustavo Manduca (Urussaga, Santa Catarina, Brasil, 8 de junio de 1980) es un futbolista brasileño, juega como delantero y su actual equipo es APOEL FC, de la Primera División de Chipre.

## Trayectoria

### APOEL FC
El 13 de septiembre de 2011, en contra del Zenit San Petersburgo en la Liga de Campeones de la UEFA, Manduca anotó la igualada al minuto 73 y, dos minutos después, asistió a su compatriota Aílton para el marcador final de 2–1, para convertirse en la primera victoria del APOEL en la competición. El 1 de noviembre, anotó de último minuto contra el F.C. Porto; y también en octavos de final contra el Olympique Lyonnais. El 4 de abril de 2012 anotó contra el Real Madrid en los cuartos de final.

## Clubes
| Club              | País      | Año       |
| ----------------- | --------- | --------- |
| Grêmio            | Brasil    | 1997      |
| HJK Helsinki      | Finlandia | 1998-1999 |
| FC Felgueiras     | Portugal  | 1999      |
| Esposende         | Portugal  | 2000      |
| GD Chaves         | Portugal  | 2000-2003 |
| Paços de Ferreira | Portugal  | 2003-2004 |
| Marítimo          | Portugal  | 2004-2005 |
| SL Benfica        | Portugal  | 2006-2007 |
| AEK Atenas        | Grecia    | 2006-2010 |
| APOEL FC          | Chipre    | 2011-     |

## Palmarés

### Campeonatos nacionales
| Título                       | Club         | País      | Año  |
| ---------------------------- | ------------ | --------- | ---- |
| Copa de Finlandia            | HJK Helsinki | Finlandia | 1998 |
| Copa de la Liga de Finlandia | HJK Helsinki | Finlandia | 1998 |
| Primera División de Chipre   | APOEL FC     | Chipre    | 2011 |
| Supercopa de Chipre          | APOEL FC     | Chipre    | 2011 |